# City of Rockingham
City of Rockingham är en kommun i Australien. Den ligger i delstaten Western Australia, omkring 39 kilometer söder om delstatshuvudstaden Perth. Antalet invånare var 125 114 vid folkräkningen 2016. Arean är 261 kvadratkilometer.
Följande samhällen finns i Rockingham:
- Rockingham
- Port Kennedy
- Warnbro
- Safety Bay
- Secret Harbour
- Shoalwater
- Singleton
- Hillman
- Karnup
- East Rockingham